# Luis Fernández de Córdoba y Spínola
 Luis Antonio Fernández de Córdoba y Spínola  (Madrid, 20 de septiembre de 1704 – Madrid, 14 de enero de 1768), XI  duque de Medinaceli, X  duque de Feria, IX  duque de Alcalá de los Gazules, XI  duque de Segorbe, XII  duque de Cardona, VIII marqués de Montalbán y X conde de Santa Gadea, fue un aristócrata que sirvió a la Real Casa Española. 

## Biografía
Hijo de Nicolás Fernández de Córdoba y de la Cerda, X  duque de Medinaceli y de Jerónima María Joaquina Spínola y de la Cerda, hija del IV   marqués de los Balbases, grande de España.
Contrae matrimonio el 19 de noviembre de 1722 con María Teresa de Moncada y Benavides que, en 1727, se convertiría, por muerte de su padre, en la VII  duquesa de Camiña, VII  marquesa de Aytona, V marquesa de la Puebla de Castro y XI  condesa de Medellín. 
Su indiscutible linaje y el tener un gran protector en su tío político, Francesco Pico, duque de la Mirandola, Caballerizo mayor y uno de los favoritos del Rey   Felipe V hacen que pronto ingrese como  Gentilhombre de la Real Cámara.
Su padre fallece en marzo de 1739, heredándole en todos sus títulos y dignidades. En el año siguiente es nombrado Capitán de los Reales Guardias Alabarderos.
El Rey Fernando VI lo nombra su Caballerizo mayor en 1749. En 1757 fallece su esposa y, en 1759, al acceder al trono Carlos III le confirma en su puesto. 
El 27 de noviembre de 1763 contrae segundo matrimonio con María Francisca Pignatelli de Aragón y Gonzaga. 
Fallece cinco años después manteniéndose en su puesto de Caballerizo.